# Tashfin ibn Ali
Tāshfīn ibn ʿAlī (in arabo تاشفين بن علي‎?; ... – 23 marzo o 25 marzo 1145) fu un sultano della dinastia almoravide, nel Maghreb al-Aqsa (Marocco) e  nella Spagna islamica (al-Andalus), dal 1143 al 1145.

## Origine
Figlio di ʿAlī b. Yūsuf, della dinastia berbera degli Almoravidi (appartenenti alla tribù dei Sanhaja).

## Biografia
Prima di salire al trono, sotto il regno del padre ʿAlī b. Yūsuf, servì come governatore della Spagna islamica, conducendo una serie di vittoriose spedizioni contro il Regno di Castiglia e contro ribelli e banditi vari. Nel 1030 strappò ai castigliani una fortezza non molto lontana da Toledo. Nel 1034 conquistò la fortezza di Idiana e la città di Escalona.
Nel 1138, dopo la morte del fratello maggiore, fu nominato erede ufficiale dal padre ʿAlī b. Yūsuf.
Nel 1143 succedette a suo padre sui territori dell'impero almoravide, che erano rimasti in Marocco (molto ridotti dopo gli attacchi degli Almohadi), e su una parte della penisola iberica (al-Andalus), dove era iniziato il periodo detto "seconda Taifa".
Nel 1144, praticamente tutta al-Andalus si era ricostituita in tanti "regni di Taifa" (emirati indipendenti) e gli Almoravidi ne erano stati espulsi.
Nel 1145, Tāshfīn ibn ʿAlī perse la vita precipitando in un dirupo mentre fuggiva a cavallo assieme alla moglie dopo essere stato sconfitto in battaglia dagli Almohadi nei pressi di Orano. 
Gli succedette il figlio Ibrahim ibn Tashfin, ancora bambino.